# Pycnoderes infuscatus
Pycnoderes infuscatus är en insektsart som beskrevs av Knight 1926. Pycnoderes infuscatus ingår i släktet Pycnoderes och familjen ängsskinnbaggar. Inga underarter finns listade i Catalogue of Life.